# Mỏ rộng Whitehead
Mỏ rộng Whitehead (danh pháp khoa học: Calyptomena whiteheadi) là một loài chim trong họ Eurylaimidae, nhưng có thể sẽ chuyển sang họ Calyptomenidae, một khi họ này được công nhận.
Loài này là đặc hữu của Borneo.